# Somkhètia
Somkhètia és la regió sud de Kartli dins del Kvemo Kartli. El centre n'era la fortalesa de Samchvilde.
El 1110 el rei de Geòrgia conquerí la fortalesa turca de Samchvilde a la regió del Somkhèti, una de les que restaven dins Geòrgia, i els turcs van evacuar una part del Baix Kartli.
El 1407 la Somkhètia fou escenari de la batalla de Nakhiduri.
El 1619, el rei Simó II de Kartli, nomenat pels perses i de religió musulmana només va poder dominar aquesta regió i la veïna de Sabaratiano, i la capital Tblisi.

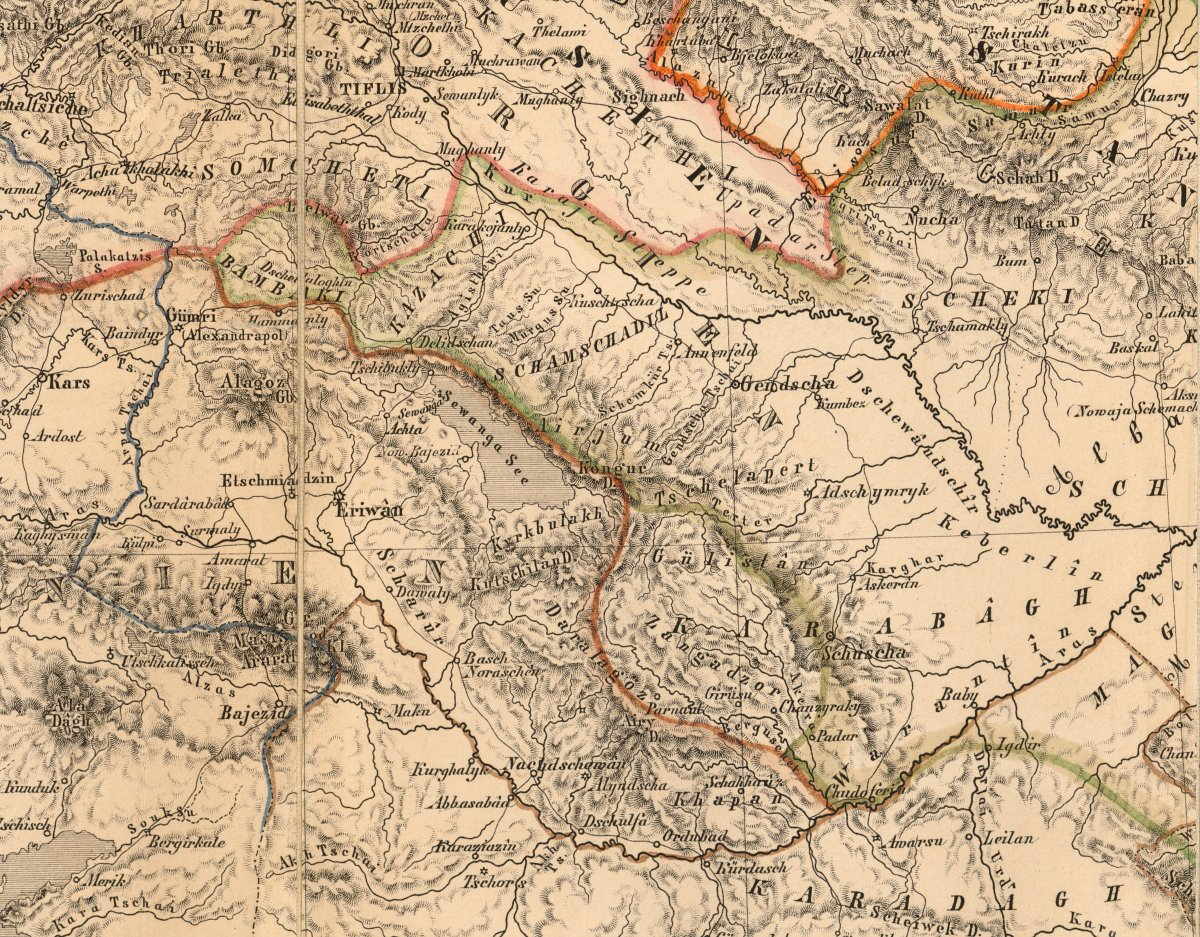
Somkhètia(Somcheti)

El 1748 el rei Teimuraz havia sortit cap a Pèrsia i a Tblisi es va revoltar Abdullah Beg, fill de Iesse i nebot de Vakhtang VI, que va obtenir el suport de la guarnició persa de la ciutat, dels nòmades turcmans de Bortxalo i Kazakh-Baidar i dels lesguians de Daguestan, aconseguint força suport a la Kàrtlia del sud (Somkhètia-Sabaratiano) on era el governador de la fortalesa de Samchvilde. Però van ser derrotats a la rodalia de Tblisi.